# 2018-as labdarúgó-világbajnokság-selejtező (CONMEBOL)
A 2018-as labdarúgó-világbajnokság dél-amerikai selejtező mérkőzéseit 2015-től 2017-ig játszották le. Összesen 10 válogatott vett részt, amely egyetlen csoportot alkotott. A csoportban a csapatok körmérkőzéses, oda-visszavágós rendszerben mérkőztek meg egymással. Az első négy csapat kijutott a világbajnokságra, az ötödik helyezett dél-amerikai ország interkontinentális pótselejtezőn vett részt. A csoportkör párosításait 2015. július 25-én sorsolják Szentpéterváron.

## Résztvevők
| - Argentína - Bolívia - Brazília - Chile - Ecuador | - Kolumbia - Paraguay - Peru - Uruguay - Venezuela |

## Naptár
Összesen 18 fordulóra került sor.
| Forduló     | Dátum                               |
| ----------- | ----------------------------------- |
| 1. forduló  | 2015. október 8–13.                 |
| 2. forduló  | 2015. október 8–13.                 |
| 3. forduló  | 2015. november 9–17.                |
| 4. forduló  | 2015. november 9–17.                |
| 5. forduló  | 2016. március 21–29.                |
| 6. forduló  | 2016. március 21–29.                |
| 7. forduló  | 2016. augusztus 29. – szeptember 6. |
| 8. forduló  | 2016. augusztus 29. – szeptember 6. |
| 9. forduló  | 2016. október 3–11.                 |
| 10. forduló | 2016. október 3–11.                 |

| Forduló     | Dátum                               |
| ----------- | ----------------------------------- |
| 11. forduló | 2016. november 7–15.                |
| 12. forduló | 2016. november 7–15.                |
| 13. forduló | 2017. március 20–28.                |
| 14. forduló | 2017. március 20–28.                |
| 15. forduló | 2017. augusztus 28. – szeptember 5. |
| 16. forduló | 2017. augusztus 28. – szeptember 5. |
| 17. forduló | 2017. október 2–10.                 |
| 18. forduló | 2017. október 2–10.                 |

## Tabella
| Hely. | Csapat    | M  | Gy | D | V  | G+ | G– | Gk  | P  | Továbbjutás                         |     | Brazília | Uruguay | Argentína | Kolumbia | Peru | Chile | Paraguay | Ecuador | Bolívia | Venezuela |
| ----- | --------- | -- | -- | - | -- | -- | -- | --- | -- | ----------------------------------- | --- | -------- | ------- | --------- | -------- | ---- | ----- | -------- | ------- | ------- | --------- |
| 1.    | Brazília  | 18 | 12 | 5 | 1  | 41 | 11 | +30 | 41 | Kijutott a 2018-as világbajnokságra |     | —        | 2–2     | 3–0       | 2–1      | 3–0  | 3–0   | 3–0      | 2–0     | 5–0     | 3–1       |
| 2.    | Uruguay   | 18 | 9  | 4 | 5  | 32 | 20 | +12 | 31 | Kijutott a 2018-as világbajnokságra |     | 1–4      | —       | 0–0       | 3–0      | 1–0  | 3–0   | 4–0      | 2–1     | 4–2     | 3–0       |
| 3.    | Argentína | 18 | 7  | 7 | 4  | 19 | 16 | +3  | 28 | Kijutott a 2018-as világbajnokságra |     | 1–1      | 1–0     | —         | 3–0      | 0–0  | 1–0   | 0–1      | 0–2     | 2–0     | 1–1       |
| 4.    | Kolumbia  | 18 | 7  | 6 | 5  | 21 | 19 | +2  | 27 | Kijutott a 2018-as világbajnokságra |     | 1–1      | 2–2     | 0–1       | —        | 2–0  | 0–0   | 1–2      | 3–1     | 1–0     | 2–0       |
| 5.    | Peru      | 18 | 7  | 5 | 6  | 27 | 26 | +1  | 26 | Interkontinetális pótselejtező      |     | 0–2      | 2–1     | 2–2       | 1–1      | —    | 3–4   | 1–0      | 2–1     | 2–1     | 2–2       |
| 6.    | Chile     | 18 | 8  | 2 | 8  | 26 | 27 | −1  | 26 |                                     |     | 2–0      | 3–1     | 1–2       | 1–1      | 2–1  | —     | 0–3      | 2–1     | 3–0     | 3–1       |
| 7.    | Paraguay  | 18 | 7  | 3 | 8  | 19 | 25 | −6  | 24 |                                     | 2–2 | 1–2      | 0–0     | 0–1       | 1–4      | 2–1  | —     | 2–1      | 2–1     | 0–1     |           |
| 8.    | Ecuador   | 18 | 6  | 2 | 10 | 26 | 29 | −3  | 20 |                                     | 0–3 | 2–1      | 1–3     | 0–2       | 1–2      | 3–0  | 2–2   | —        | 2–0     | 3–0     |           |
| 9.    | Bolívia   | 18 | 4  | 2 | 12 | 16 | 38 | −22 | 14 |                                     | 0–0 | 0–2      | 2–0     | 2–3       | 0–3      | 1–0  | 1–0   | 2–2      | —       | 4–2     |           |
| 10.   | Venezuela | 18 | 2  | 6 | 10 | 19 | 35 | −16 | 12 |                                     | 0–2 | 0–0      | 2–2     | 0–0       | 2–2      | 1–4  | 0–1   | 1–3      | 5–0     | —       |           |

1. ↑  A Chile–Bolívia mérkőzést a FIFA 3–0 arányban Chile javára írta, a bolíviai Nelson Cabrera jogosulatlan szereplése miatt.[2] A pályán elért eredmény 0–0 volt.
2. ↑  A Bolívia–Peru mérkőzést a FIFA 3–0 arányban Peru javára írta, a bolíviai Nelson Cabrera jogosulatlan szereplése miatt.[2] A pályán elért eredmény 2–0 volt.

## Mérkőzések

### 1. forduló
| 2015. október 8. 16:00 (UTC–4) |

| Bolívia | 0–2               | Uruguay               |
| ------- | ----------------- | --------------------- |
|         | (0–1) Jegyzőkönyv | Cáceres 10' Godín 68' |

| Estadio Hernando Siles, La Paz Nézőszám: 26 000 Játékvezető: Patricio Loustau (argentin) |

| 2015. október 8. 15:30 (UTC–5) |

| Kolumbia                    | 2–0               | Peru |
| --------------------------- | ----------------- | ---- |
| Gutiérrez 36' Cardona 90+4' | (1–0) Jegyzőkönyv |      |

| Estadio Metropolitano Roberto Meléndez, Barranquilla Nézőszám: 44 000 Játékvezető: Antonio Arias (paraguayi) |

| 2015. október 8. 16:30 (UTC–4:30) |

| Venezuela | 0–1               | Paraguay     |
| --------- | ----------------- | ------------ |
|           | (0–0) Jegyzőkönyv | González 85' |

| Estadio Cachamay, Ciudad Guayana Nézőszám: 36 618 Játékvezető: Hernando Buitrago (kolumbiai) |

| 2015. október 8. 20:30 (UTC–3) |

| Chile                  | 2–0               | Brazília |
| ---------------------- | ----------------- | -------- |
| Vargas 72' Sánchez 88' | (0–0) Jegyzőkönyv |          |

| Estadio Nacional Julio Martínez Prádanos, Santiago de Chile Nézőszám: 42 000 Játékvezető: Roddy Zambrano (ecuadori) |

| 2015. október 8. 21:00 (UTC–3) |

| Argentína | 0–2               | Ecuador               |
| --------- | ----------------- | --------------------- |
|           | (0–0) Jegyzőkönyv | Erazo 81' Caicedo 82' |

| Estadio Monumental Antonio Vespucio Liberti, Buenos Aires Nézőszám: 30 000 Játékvezető: Julio Bascuñán (chilei) |

### 2. forduló
| 2015. október 13. 16:00 (UTC–5) |

| Ecuador                                 | 2–0               | Bolívia |
| --------------------------------------- | ----------------- | ------- |
| M. Bolaños 81' Caicedo 90+5' (11-esből) | (0–0) Jegyzőkönyv |         |

| Estadio Olímpico Atahualpa, Quito Nézőszám: 27 333 Játékvezető: Sandro Ricci (brazil) |

| 2015. október 13. 20:00 (UTC–3) |

| Uruguay                           | 3–0               | Kolumbia |
| --------------------------------- | ----------------- | -------- |
| Godín 34' Rolán 51' Hernández 87' | (1–0) Jegyzőkönyv |          |

| Estadio Centenario, Montevideo Nézőszám: 40 000 Játékvezető: Héber Lopes (brazil) |

| 2015. október 13. 21:00 (UTC–3) |

| Paraguay | 0–0         | Argentína |
| -------- | ----------- | --------- |
|          | Jegyzőkönyv |           |

| Estadio Defensores del Chaco, Asunción Nézőszám: 20 889 Játékvezető: Andrés Cunha (uruguayi) |

| 2015. október 13. 22:00 (UTC–3) |

| Brazília                            | 3–1               | Venezuela  |
| ----------------------------------- | ----------------- | ---------- |
| Willian 1' 42' Ricardo Oliveira 73' | (2–0) Jegyzőkönyv | Santos 64' |

| Estádio Castelão, Fortaleza Nézőszám: 38 970 Játékvezető: Darío Ubriaco (uruguayi) |

| 2015. október 13. 21:15 (UTC–5) |

| Peru                                     | 3–4               | Chile                         |
| ---------------------------------------- | ----------------- | ----------------------------- |
| Farfán 10' 36' (11-esből) Guerrero 90+2' | (2–3) Jegyzőkönyv | Sánchez 7' 44' Vargas 41' 49' |

| Estadio Nacional, Lima Nézőszám: 36 180 Játékvezető: Néstor Pitana (argentin) |

### 3. forduló
| 2015. november 12. 16:00 (UTC–4) |

| Bolívia                                           | 4–2               | Venezuela                        |
| ------------------------------------------------- | ----------------- | -------------------------------- |
| Ramallo 19' 45+1' Arce 23' (11-esből) Cardozo 49' | (3–1) Jegyzőkönyv | Rondon 32' Blanco 55' Seijas 87′ |

| Hernando Silas, La Paz Nézőszám: 20 923 Játékvezető: Víctor Carrillo (perui) |

| 2015. november 12. 16:00 (UTC–5) |

| Ecuador                  | 2–1               | Uruguay    |
| ------------------------ | ----------------- | ---------- |
| Caicedo 23' Martínez 59' | (1–0) Jegyzőkönyv | Cavani 49' |

| Estadio Olimpico Atahualpa, Quito Nézőszám: 32 650 Játékvezető: Ricardo Marques (brazil) |

| 2015. november 12. 20:30 (UTC–4) |

| Chile     | 1–1               | Kolumbia      |
| --------- | ----------------- | ------------- |
| Vidal 45' | (1–0) Jegyzőkönyv | Rodríguez 68' |

| Estadio Nacional Julio Martínez Prádanos, Santiago De Chile Nézőszám: 45 316 Játékvezető: Enrique Cáceres (paraguayi) |

| 2015. november 13. 21:00 (UTC–3) |

| Argentína   | 1–1               | Brazília          |
| ----------- | ----------------- | ----------------- |
| Lavezzi 34' | (0–0) Jegyzőkönyv | Lima 58' Luiz 88′ |

| Estadio Monumental Antonio Vespuci, Buenos Aires Nézőszám: 53 000 Játékvezető: Antonio Arias (paraguayi) |

| 2015. november 13. 21:15 (UTC–5) |

| Peru       | 1–0               | Paraguay |
| ---------- | ----------------- | -------- |
| Farfán 20' | (1–0) Jegyzőkönyv |          |

| Estadio Nacional, Lima Nézőszám: 26 000 Játékvezető: Julio Bascuñan (chilei) |

### 4. forduló
| 2015. november 17. 15:30 (UTC–5) |

| Kolumbia | 0–1               | Argentína  |
| -------- | ----------------- | ---------- |
|          | (0–1) Jegyzőkönyv | Biglia 19' |

| Metropolitano Roberto Melendez, Barranquilla Nézőszám: 46 000 Játékvezető: Carlos Vera (ecuadori) |

| 2015. november 17. 16:30 (UTC–4:30) |

| Venezuela       | 1–3               | Ecuador                                 |
| --------------- | ----------------- | --------------------------------------- |
| J. Martínez 84' | (0–2) Jegyzőkönyv | F. Martínez 15' Montero 23' Caicedo 60' |

| Cachamay, Puerto Ordaz Nézőszám: 41 659 Játékvezető: Gery Vargas (bolíviai) |

| 2015. november 17. 20:00 (UTC–3) |

| Paraguay                            | 2–1               | Bolívia |
| ----------------------------------- | ----------------- | ------- |
| Lezcano 61' Barrios 64' Aguilar 86′ | (0–0) Jegyzőkönyv | Duk 59' |

| Estadio Defensores del Chaco, Asunción Nézőszám: 15 850 Játékvezető: José Argote (venezuelai) |

| 2015. november 17. 20:10 (UTC–3) |

| Uruguay                                                              | 3–0               | Chile |
| -------------------------------------------------------------------- | ----------------- | ----- |
| Godín 23' Á. Pereira 61' Cáceres 65' Valdivia 90+5′, (pályán kívül)′ | (1–0) Jegyzőkönyv |       |

| Estadio Centenario, Montevideo Nézőszám: 58 000 Játékvezető: Wilmar Roldán (kolumbiai) |

| 2015. november 17. 21:00 (UTC–3) |

| Brazília                       | 3–0               | Peru |
| ------------------------------ | ----------------- | ---- |
| Costa 22' Augusto 57' Luís 76' | (1–0) Jegyzőkönyv |      |

| Arena Fonte Nova, Salvador Nézőszám: 45 000 Játékvezető: Hernando Buitrago (kolumbiai) |

### 5. forduló
| 2016. március 24. 16:00 (UTC–4) |

| Bolívia                           | 2–3               | Kolumbia                              |
| --------------------------------- | ----------------- | ------------------------------------- |
| Arce 50' (11-esből) Chumacero 62' | (0–2) Jegyzőkönyv | Rodríguez 10' Bacca 41' Cardona 90+2' |

| Estadio Hernando Siles, La Paz Nézőszám: 16 765 Játékvezető: Wilton Pereira Sampaio (brazil) |

| 2016. március 24. 16:00 (UTC–5) |

| Ecuador            | 2–2               | Paraguay        |
| ------------------ | ----------------- | --------------- |
| Valencia 20' 90+2' | (1–1) Jegyzőkönyv | Lezcano 38' 59' |

| Estadio Olimpico Atahualpa, Quito Nézőszám: 34 817 Játékvezető: Daniel Fedorczuk (uruguayi) |

| 2016. március 24. 20:30 (UTC–3) |

| Chile         | 1–2               | Argentína                |
| ------------- | ----------------- | ------------------------ |
| Gutiérrez 10' | (1–2) Jegyzőkönyv | Di María 19' Mercado 24' |

| Estadio Nacional Julio Martínez Prádanos, Santiago de Chile Nézőszám: 44 536 Játékvezető: Heber Lopes (brazil) |

| 2016. március 24. 21:15 (UTC–5) |

| Peru                       | 2–2               | Venezuela                           |
| -------------------------- | ----------------- | ----------------------------------- |
| Guerrero 61' Ruidíaz 90+4' | (0–1) Jegyzőkönyv | Otero 32' (11-esből) Villanueva 58' |

| Estadio Nacional de Peru, Lima Nézőszám: 35 459 Játékvezető: Enrique Cáceres (paraguayi) |

| 2016. március 25. 21:45 (UTC–5) |

| Brazília                            | 2–2               | Uruguay               |
| ----------------------------------- | ----------------- | --------------------- |
| Douglas Costa 1' Renato Augusto 25' | (2–1) Jegyzőkönyv | Cavani 30' Suárez 48' |

| Itaipava Arena Pernambuco, Recife Nézőszám: 45 010 Játékvezető: Néstor Pitana (argentin) |

### 6. forduló
| 2016. március 29. 15:30 (UTC−5) |

| Kolumbia                | 3–1               | Ecuador    |
| ----------------------- | ----------------- | ---------- |
| Bacca 15' 67' Pérez 48' | (1–0) Jegyzőkönyv | Arroyo 90' |

| Estadio Metropolitano Roberto Meléndez, Barraquilla Nézőszám: 38 400 Játékvezető: Enrique Osses (chilei) |

| 2016. március 29. 20:00 (UTC−3) |

| Uruguay    | 1–0               | Peru |
| ---------- | ----------------- | ---- |
| Cavani 51' | (0–0) Jegyzőkönyv |      |

| Estadio Centenario, Montevideo Nézőszám: 55 000 Játékvezető: Roddy Zambrano (ecuadori) |

| 2016. március 29. 19:00 (UTC−4:30) |

| Venezuela | 1–4               | Chile                           |
| --------- | ----------------- | ------------------------------- |
| Otero 9'  | (1–1) Jegyzőkönyv | Pinilla 33' 52' Vidal 72' 90+2' |

| Estadio Agustín Tovar, Barinas Nézőszám: 24 101 Játékvezető: Diego Haro (perui) |

| 2016. március 29. 20:30 (UTC−3) |

| Argentína                        | 2–0               | Bolívia |
| -------------------------------- | ----------------- | ------- |
| Mercado 20' Messi 30' (11-esből) | (2–0) Jegyzőkönyv |         |

| Estadio Mario Alberto Kempes, Córdoba Nézőszám: 53 000 Játékvezető: Jesús Valenzuela (venezuelai) |

| 2016. március 29. 20:45 (UTC−3) |

| Paraguay                   | 2–2               | Brazília                              |
| -------------------------- | ----------------- | ------------------------------------- |
| Lezcano 40' E. Benítez 49' | (1–0) Jegyzőkönyv | Ricardo Oliveira 79' Dani Alves 90+2' |

| Estadio Defensores del Chaco, Asunción Nézőszám: 24 457 Játékvezető: Wilmar Roldán (kolumbiai) |

### 7. forduló
| 2016. szeptember 1. 16:00 (UTC−4) |

| Bolívia                | 0–3 megállapított | Peru |
| ---------------------- | ----------------- | ---- |
| Escobar 38' Raldes 86' | Jegyzőkönyv       |      |

| Estadio Hernando Siles, La Paz Nézőszám: 25 765 Játékvezető: José Argote (venezuelai) |

| 2016. szeptember 1. 15:30 (UTC–5) |

| Kolumbia                      | 2–0               | Venezuela |
| ----------------------------- | ----------------- | --------- |
| Rodríguez 45+2' M. Torres 82' | (1–0) Jegyzőkönyv |           |

| Estadio Metropolitano Roberto Meléndez, Barranquilla Nézőszám: 37 099 Játékvezető: Daniel Fedorczuk (uruguayi) |

| 2016. szeptember 1. 16:00 (UTC−5) |

| Ecuador | 0–3               | Brazília                                      |
| ------- | ----------------- | --------------------------------------------- |
|         | (0–0) Jegyzőkönyv | Neymar 72' (11-esből) Gabriel Jesus 87' 90+2' |

| Estadio Olímpico Atahualpa, Quito Nézőszám: 34 887 Játékvezető: Enrique Cáceres (paraguayi) |

| 2016. szeptember 1. 20:30 (UTC−3) |

| Argentína | 1–0               | Uruguay |
| --------- | ----------------- | ------- |
| Messi 43' | (1–0) Jegyzőkönyv |         |

| Estadio Malvinas Argentinas, Mendoza Nézőszám: 34 597 Játékvezető: Julio Bascuñán (chilei) |

| 2016. szeptember 1. 20:00 (UTC−4) |

| Paraguay                 | 2–1               | Chile     |
| ------------------------ | ----------------- | --------- |
| O. Romero 6' Da Silva 9' | (2–1) Jegyzőkönyv | Vidal 37' |

| Estadio Defensores del Chaco, Asunción Nézőszám: 25 000 Játékvezető: Néstor Pitana (argentin) |

### 8. forduló
| 2016. szeptember 6. 20:00 (UTC−3) |

| Uruguay                                              | 4–0               | Paraguay |
| ---------------------------------------------------- | ----------------- | -------- |
| Cavani 18' 54' Rodríguez 42' Suárez 45+1' (11-esből) | (3–0) Jegyzőkönyv |          |

| Estadio Centenario, Montevideo Nézőszám: 32 400 Játékvezető: Wilton Sampaio (brazil) |

| 2016. szeptember 6. 20:30 (UTC−3) |

| Chile | 3–0 megállapított | Bolívia |
| ----- | ----------------- | ------- |
|       | Jegyzőkönyv       |         |

| Estadio Monumental David Arellano, Santiago de Chile Nézőszám: 30 000 Játékvezető: Ricardo Marques (brazil) |

| 2016. szeptember 6. 19:30 (UTC−4) |

| Venezuela               | 2–2               | Argentína               |
| ----------------------- | ----------------- | ----------------------- |
| Juanpi 34' Martínez 52' | (1–0) Jegyzőkönyv | Pratto 58' Otamendi 83' |

| Estadio Metropolitano de Mérida, Mérida Nézőszám: 42 000 Játékvezető: Roddy Zambrano (ecuadori) |

| 2016. szeptember 6. 20:45 (UTC−4) |

| Brazília              | 2–1               | Kolumbia               |
| --------------------- | ----------------- | ---------------------- |
| Miranda 2' Neymar 74' | (1–1) Jegyzőkönyv | Marquinhos 36' (öngól) |

| Arena da Amazônia, Manaus Nézőszám: 36 609 Játékvezető: Patricio Loustau (argentin) |

| 2016. szeptember 6. 21:15 (UTC−5) |

| Peru                           | 2–1               | Ecuador      |
| ------------------------------ | ----------------- | ------------ |
| Cueva 19' (11-esből) Tapia 78' | (1–1) Jegyzőkönyv | Achilier 31' |

| Estadio Nacional, Lima Nézőszám: 20 000 Játékvezető: Wilmar Roldán (kolumbiai) |

### 9. forduló
| 2016. október 6. 16:00 (UTC−5) |

| Ecuador                              | 3–0               | Chile |
| ------------------------------------ | ----------------- | ----- |
| Valencia 19' Ramírez 23' Caicedo 46' | (2–0) Jegyzőkönyv |       |

| Estadio Olímpico Atahualpa, Quito Nézőszám: 30 000 Játékvezető: Mauro Vigliano (argentin) |

| 2016. október 6. 20:00 (UTC−3) |

| Uruguay                    | 3–0               | Venezuela |
| -------------------------- | ----------------- | --------- |
| Lodeiro 29' Cavani 46' 79' | (1–0) Jegyzőkönyv |           |

| Estadio Centenario, Montevideo Nézőszám: 44 880 Játékvezető: Raúl Orosco (bolíviai) |

| 2016. október 6. 20:30 (UTC−3) |

| Paraguay | 0–1               | Kolumbia    |
| -------- | ----------------- | ----------- |
|          | (0–0) Jegyzőkönyv | Cardona 90' |

| Estadio Defensores del Chaco, Asunción Nézőszám: 33 000 Játékvezető: Julio Bascuñán (chilei) |

| 2016. október 6. 21:45 (UTC−3) |

| Brazília                                                              | 5–0               | Bolívia |
| --------------------------------------------------------------------- | ----------------- | ------- |
| Neymar 10' Coutinho 25' Filipe Luís 38' Gabriel Jesus 43' Firmino 75' | (4–0) Jegyzőkönyv |         |

| Arena das Dunas, Natal Nézőszám: 30 013 Játékvezető: Wilson Lamouroux (kolumbiai) |

| 2016. október 6. 21:15 (UTC−5) |

| Peru                              | 2–2               | Argentína                  |
| --------------------------------- | ----------------- | -------------------------- |
| Guerrero 58' Cueva 84' (11-esből) | (0–1) Jegyzőkönyv | Funes Mori 15' Higuaín 77' |

| Estadio Nacional, Lima Nézőszám: 38 700 Játékvezető: Sandro Ricci (brazil) |

### 10. forduló
| 2016. október 11. 16:00 (UTC−4) |

| Bolívia        | 2–2               | Ecuador             |
| -------------- | ----------------- | ------------------- |
| Escobar 4' 43' | (2–0) Jegyzőkönyv | E. Valencia 48' 89' |

| Estadio Hernando Siles, La Paz Nézőszám: 18 033 Játékvezető: Mario Díaz de Vivar (paraguayi) |

| 2016. október 11. 15:30 (UTC−5) |

| Kolumbia             | 2–2               | Uruguay                  |
| -------------------- | ----------------- | ------------------------ |
| Aguilar 15' Mina 84' | (1–1) Jegyzőkönyv | Rodríguez 27' Suárez 73' |

| Estadio Metropolitano Roberto Meléndez, Barranquilla Nézőszám: 47 000 Játékvezető: Néstor Pitana (argentin) |

| 2016. október 11. 20:30 (UTC−3) |

| Argentína | 0–1               | Paraguay     |
| --------- | ----------------- | ------------ |
|           | (0–1) Jegyzőkönyv | González 18' |

| Estadio Mario Alberto Kempes, Córdoba Nézőszám: 51 200 Játékvezető: Daniel Fedorczuk (uruguayi) |

| 2016. október 11. 20:30 (UTC−3) |

| Chile         | 2–1               | Peru       |
| ------------- | ----------------- | ---------- |
| Vidal 10' 85' | (1–0) Jegyzőkönyv | Flores 76' |

| Estadio Nacional Julio Martínez Prádanos, Santiago de Chile Nézőszám: 30 662 Játékvezető: Roddy Zambrano (ecuadori) |

| 2016. október 11. 20:30 (UTC−4) |

| Venezuela | 0–2               | Brazília                     |
| --------- | ----------------- | ---------------------------- |
|           | (0–1) Jegyzőkönyv | Gabriel Jesus 8' Willian 53' |

| Estadio Metropolitano de Mérida, Mérida Nézőszám: 42 700 Játékvezető: Víctor Carrillo (perui) |

### 11. forduló
| 2016. november 10. 15:30 (UTC−5) |

| Kolumbia | 0–0         | Chile |
| -------- | ----------- | ----- |
|          | Jegyzőkönyv |       |

| Estadio Metropolitano Roberto Meléndez, Barranquilla Nézőszám: 45 916 Játékvezető: Wilton Sampaio (brazil) |

| 2016. november 10. 20:00 (UTC−3) |

| Uruguay              | 2–1               | Ecuador     |
| -------------------- | ----------------- | ----------- |
| Coates 12' Rolán 45' | (2–1) Jegyzőkönyv | Caicedo 44' |

| Estadio Centenario, Montevideo Nézőszám: 54 868 Játékvezető: Víctor Carrillo (perui) |

| 2016. november 10. 20:30 (UTC−3) |

| Paraguay   | 1–4               | Peru                                               |
| ---------- | ----------------- | -------------------------------------------------- |
| Riveros 9' | (1–0) Jegyzőkönyv | Ramos 48' Flores 71' Cueva 78' Benítez 84' (öngól) |

| Estadio Defensores del Chaco, Asunción Nézőszám: 36 000 Játékvezető: Patricio Loustau (argentin) |

| 2016. november 10. 21:45 (UTC−2) |

| Brazília                             | 3–0               | Argentína |
| ------------------------------------ | ----------------- | --------- |
| Coutinho 24' Neymar 45' Paulinho 59' | (2–0) Jegyzőkönyv |           |

| Estádio Mineirão, Belo Horizonte Nézőszám: 53 490 Játékvezető: Julio Bascuñán (chilei) |

| 2016. november 10. 19:45 (UTC−4) |

| Venezuela                                  | 5–0               | Bolívia |
| ------------------------------------------ | ----------------- | ------- |
| Kouffati 3' Martínez 11' 67' 70' Otero 75' | (2–0) Jegyzőkönyv |         |

| Estadio Monumental de Maturín, Maturín Nézőszám: 49 750 Játékvezető: Andrés Cunha (uruguayi) |

### 12. forduló
| 2016. november 15. 16:00 (UTC−4) |

| Bolívia           | 1–0               | Paraguay |
| ----------------- | ----------------- | -------- |
| Gómez 78' (öngól) | (0–0) Jegyzőkönyv |          |

| Estadio Hernando Siles, La Paz Nézőszám: 13 285 Játékvezető: Christian Ferreyra (uruguayi) |

| 2016. november 15. 16:00 (UTC−5) |

| Ecuador                                 | 3–0               | Venezuela |
| --------------------------------------- | ----------------- | --------- |
| Mina 51' M. Bolaños 82' E. Valencia 86' | (0–0) Jegyzőkönyv |           |

| Estadio Olímpico Atahualpa, Quito Nézőszám: 28 000 Játékvezető: Roberto Tobar (chilei) |

| 2016. november 15. 20:30 (UTC−3) |

| Argentína                        | 3–0               | Kolumbia |
| -------------------------------- | ----------------- | -------- |
| Messi 9' Pratto 22' Di María 83' | (2–0) Jegyzőkönyv |          |

| Estadio San Juan del Bicentenario, San Juan Nézőszám: 24 000 Játékvezető: Roddy Zambrano (ecuadori) |

| 2016. november 15. 20:30 (UTC−3) |

| Chile                        | 3–1               | Uruguay    |
| ---------------------------- | ----------------- | ---------- |
| Vargas 45+1' Sánchez 60' 76' | (1–1) Jegyzőkönyv | Cavani 16' |

| Estadio Nacional Julio Martínez Prádanos, Santiago de Chile Nézőszám: 42 011 Játékvezető: Enrique Cáceres (paraguayi) |

| 2016. november 15. 21:15 (UTC−5) |

| Peru | 0–2               | Brazília                             |
| ---- | ----------------- | ------------------------------------ |
|      | (0–0) Jegyzőkönyv | Gabriel Jesus 57' Renato Augusto 78' |

| Estadio Nacional, Lima Nézőszám: 38 700 Játékvezető: Wilmar Roldán (kolumbiai) |

### 13. forduló
| 2017. március 23. 15:30 (UTC–5) |

| Kolumbia      | 1–0               | Bolívia |
| ------------- | ----------------- | ------- |
| Rodríguez 83' | (0–0) Jegyzőkönyv |         |

| Estadio Metropolitano Roberto Meléndez, Barranquilla Nézőszám: 39 000 Játékvezető: Ricardo Marques (brazil) |

| 2017. március 23. 20:00 (UTC–3) |

| Paraguay              | 2–1               | Ecuador                |
| --------------------- | ----------------- | ---------------------- |
| Valdez 12' Alonso 65' | (1–0) Jegyzőkönyv | Caicedo 70' (11-esből) |

| Estadio Defensores del Chaco, Asunción Nézőszám: 16 287 Játékvezető: José Argote (venezuelai) |

| 2017. március 23. 20:00 (UTC–3) |

| Uruguay              | 1–4               | Brazília                          |
| -------------------- | ----------------- | --------------------------------- |
| Cavani 9' (11-esből) | (1–1) Jegyzőkönyv | Paulinho 18' 51' 90+2' Neymar 74' |

| Estadio Centenario, Montevideo Nézőszám: 55 676 Játékvezető: Patricio Loustau (argentin) |

| 2017. március 23. 20:30 (UTC–3) |

| Argentína            | 1–0               | Chile |
| -------------------- | ----------------- | ----- |
| Messi 16' (11-esből) | (1–0) Jegyzőkönyv |       |

| Estadio Monumental Antonio Vespucio Liberti, Buenos Aires Nézőszám: 55 000 Játékvezető: Sandro Ricci (brazil) |

| 2017. március 23. 19:30 (UTC–4) |

| Venezuela                | 2–2               | Peru                      |
| ------------------------ | ----------------- | ------------------------- |
| Villanueva 24' Otero 40' | (2–0) Jegyzőkönyv | Carrillo 46' Guerrero 64' |

| Estadio Monumental de Maturín, Maturín Nézőszám: 35 920 Játékvezető: Enrique Cáceres (paraguayi) |

### 14. forduló
| 2017. március 28. 16:00 (UTC–4) |

| Bolívia             | 2–0               | Argentína |
| ------------------- | ----------------- | --------- |
| Arce 31' Moreno 53' | (1–0) Jegyzőkönyv |           |

| Estadio Hernando Siles, La Paz Nézőszám: 26 943 Játékvezető: Wilmar Roldán (kolumbiai) |

| 2017. március 28. 16:00 (UTC–5) |

| Ecuador | 0–2               | Kolumbia                   |
| ------- | ----------------- | -------------------------- |
|         | (0–2) Jegyzőkönyv | Rodríguez 20' Cuadrado 34' |

| Estadio Olímpico Atahualpa, Quito Nézőszám: 33 538 Játékvezető: Néstor Pitana (argentin) |

| 2017. március 28. 19:00 (UTC–3) |

| Chile                     | 3–1               | Venezuela  |
| ------------------------- | ----------------- | ---------- |
| Sánchez 4' Paredes 7' 22' | (3–0) Jegyzőkönyv | Rondón 62' |

| Estadio Monumental David Arellano, Santiago de Chile Nézőszám: 33 136 Játékvezető: Andrés Cunha (uruguayi) |

| 2017. március 28. 21:45 (UTC–3) |

| Brazília                            | 3–0               | Paraguay |
| ----------------------------------- | ----------------- | -------- |
| Coutinho 34' Neymar 64' Marcelo 85' | (1–0) Jegyzőkönyv |          |

| Arena de São Paulo, São Paulo Nézőszám: 45 000 Játékvezető: Víctor Carrillo (perui) |

| 2017. március 28. 21:15 (UTC–5) |

| Peru                    | 2–1               | Uruguay     |
| ----------------------- | ----------------- | ----------- |
| Guerrero 35' Flores 62' | (1–1) Jegyzőkönyv | Sánchez 30' |

| Estadio Nacional, Lima Nézőszám: 35 200 Játékvezető: Julio Bascuñán (chilei) |

### 15. forduló
| 2017. augusztus 31. 17:00 (UTC−4) |

| Venezuela | 0–0         | Kolumbia |
| --------- | ----------- | -------- |
|           | Jegyzőkönyv |          |

| Estadio Polideportivo de Pueblo Nuevo, San Cristóbal Nézőszám: 35 000 Játékvezető: Wilton Sampaio (brazil) |

| 2017. augusztus 31. 19:30 (UTC−3) |

| Chile | 0–3               | Paraguay                                  |
| ----- | ----------------- | ----------------------------------------- |
|       | (0–1) Jegyzőkönyv | Vidal 24' (öngól) Cáceres 55' Ortiz 90+2' |

| Estadio Monumental David Arellano, Santiago de Chile Nézőszám: 43 000 Játékvezető: Néstor Pitana (argentin) |

| 2017. augusztus 31. 20:00 (UTC−3) |

| Uruguay | 0–0         | Argentína |
| ------- | ----------- | --------- |
|         | Jegyzőkönyv |           |

| Estadio Centenario, Montevideo Nézőszám: 55 000 Játékvezető: Víctor Carrillo (perui) |

| 2017. augusztus 31. 21:45 (UTC−3) |

| Brazília                  | 2–0               | Ecuador |
| ------------------------- | ----------------- | ------- |
| Paulinho 69' Coutinho 76' | (0–0) Jegyzőkönyv |         |

| Arena do Grêmio, Porto Alegre Nézőszám: 36 689 Játékvezető: Mario Díaz de Vivar (paraguayi) |

| 2017. augusztus 31. 21:15 (UTC−5) |

| Peru                 | 2–1               | Bolívia     |
| -------------------- | ----------------- | ----------- |
| Flores 55' Cueva 59' | (0–0) Jegyzőkönyv | Álvarez 72' |

| Estadio Monumental "U", Lima Nézőszám: 60 000 Játékvezető: Andrés Cunha (uruguayi) |

### 16. forduló
| 2017. szeptember 5. 16:00 (UTC−4) |

| Bolívia             | 1–0               | Chile |
| ------------------- | ----------------- | ----- |
| Arce 59' (11-esből) | (0–0) Jegyzőkönyv |       |

| Estadio Hernando Siles, La Paz Nézőszám: 31 555 Játékvezető: Wilmar Roldán (kolumbiai) |

| 2017. szeptember 5. 15:30 (UTC−5) |

| Kolumbia   | 1–1               | Brazília      |
| ---------- | ----------------- | ------------- |
| Falcao 56' | (0–1) Jegyzőkönyv | Willian 45+2' |

| Estadio Metropolitano Roberto Meléndez, Barranquilla Nézőszám: 47 500 Játékvezető: Jesús Valenzuela (venezuelai) |

| 2017. szeptember 5. 16:00 (UTC−5) |

| Ecuador                    | 1–2               | Peru                   |
| -------------------------- | ----------------- | ---------------------- |
| E. Valencia 79' (11-esből) | (0–0) Jegyzőkönyv | Flores 73' Hurtado 76' |

| Estadio Olímpico Atahualpa, Quito Nézőszám: 35 000 Játékvezető: Enrique Cáceres (paraguayi) |

| 2017. szeptember 5. 20:30 (UTC−3) |

| Argentína             | 1–1               | Venezuela   |
| --------------------- | ----------------- | ----------- |
| Feltscher 54' (öngól) | (0–0) Jegyzőkönyv | Murillo 51' |

| Estadio Monumental Antonio Vespucio Liberti, Buenos Aires Nézőszám: 60 000 Játékvezető: Roberto Tobar (chilei) |

| 2017. szeptember 5. 20:00 (UTC−4) |

| Paraguay      | 1–2               | Uruguay                        |
| ------------- | ----------------- | ------------------------------ |
| Á. Romero 88' | (0–0) Jegyzőkönyv | Valverde 76' Gómez 80' (öngól) |

| Estadio Defensores del Chaco, Asunción Nézőszám: 35 000 Játékvezető: Sandro Ricci (brazil) |

### 17. forduló
| 2017. október 5. 16:00 (UTC−4) |

| Bolívia | 0–0         | Brazília |
| ------- | ----------- | -------- |
|         | Jegyzőkönyv |          |

| Estadio Hernando Siles, La Paz Nézőszám: 34 725 Játékvezető: Fernando Rapallini (argentin) |

| 2017. október 5. 17:00 (UTC−4) |

| Venezuela | 0–0         | Uruguay |
| --------- | ----------- | ------- |
|           | Jegyzőkönyv |         |

| Estadio Polideportivo de Pueblo Nuevo, San Cristóbal Nézőszám: 32 100 Játékvezető: Anderson Daronco (brazil) |

| 2017. október 5. 20:30 (UTC−3) |

| Argentína | 0–0         | Peru |
| --------- | ----------- | ---- |
|           | Jegyzőkönyv |      |

| La Bombonera, Buenos Aires Nézőszám: 47 960 Játékvezető: Wilton Sampaio (brazil) |

| 2017. október 5. 20:30 (UTC−3) |

| Chile                  | 2–1               | Ecuador    |
| ---------------------- | ----------------- | ---------- |
| Vargas 22' Sánchez 85' | (1–0) Jegyzőkönyv | Ibarra 82' |

| Estadio Monumental David Arellano, Santiago de Chile Nézőszám: 35 000 Játékvezető: Sandro Ricci (brazil) |

| 2017. október 5. 18:30 (UTC−5) |

| Kolumbia   | 1–2               | Paraguay                   |
| ---------- | ----------------- | -------------------------- |
| Falcao 79' | (0–0) Jegyzőkönyv | Cardozo 89' Sanabria 90+2' |

| Estadio Metropolitano Roberto Meléndez, Barranquilla Nézőszám: 45 000 Játékvezető: Ricardo Marques (brazil) |

### 18. forduló
| 2017. október 10. 20:30 (UTC-3) |

| Brazília                             | 3–0               | Chile |
| ------------------------------------ | ----------------- | ----- |
| Paulinho 55' Gabriel Jesus 57' 90+2' | (0–0) Jegyzőkönyv |       |

| Allianz Parque, São Paulo (Brazília) Nézőszám: 41 008 Játékvezető: Roddy Zambrano (ecuador) |

| 2017. október 10. 18:30 (UTC-5) |

| Ecuador       | 1–3               | Argentína         |
| ------------- | ----------------- | ----------------- |
| R. Ibrarra 1' | (1–2) Jegyzőkönyv | Messi 11' 18' 62' |

| Estadio Olímpico Atahualpa, Quito (Ecuador) Nézőszám: 29 000 Játékvezető: Anderson Daronco (brazil) |

| 2017. október 10. 20:30 (UTC-3) |

| Paraguay | 0–1               | Venezuela   |
| -------- | ----------------- | ----------- |
|          | (0–0) Jegyzőkönyv | Herrera 84' |

| Estadio Defensores del Chaco (Asunción) Nézőszám: 34 786 Játékvezető: Wilton Sampaio (brazil) |

| 2017. október 10. 18:30 (UTC-5) |

| Peru               | 1–1               | Kolumbia      |
| ------------------ | ----------------- | ------------- |
| Ospina 77' (öngól) | (0–0) Jegyzőkönyv | Rodríguez 55' |

| Estadio Nacional, Lima (Peru) Nézőszám: 29 637 Játékvezető: Sandro Ricci (brazil) |

| 2017. október 10. 20:30 (UTC-3) |

| Uruguay                               | 4–2               | Bolívia                             |
| ------------------------------------- | ----------------- | ----------------------------------- |
| Cáceres 39' Cavani 42' Suárez 60' 76' | (2–1) Jegyzőkönyv | Silva 24' (öngól) Godín 79' (öngól) |

| Estadio Centenario, Montevideo (Uruguay) Nézőszám: 50 000 Játékvezető: Ricardo Marques (brazil) |

## Interkontinentális pótselejtező
Az ötödik helyezett csapatnak interkontinentális pótselejtezőt kellett játszania.
Az alábbi négy helyen végző válogatottak játszanak pótselejtezőt:
- ázsiai 5. helyezett
- észak-amerikai 4. helyezett
- dél-amerikai 5. helyezett
- óceániai csoport győztese

A párosításról sorsolás döntött, melyet 2015. július 25-én tartottak Szentpéterváron. A dél-amerikai ötödik helyezett csapat az óceániai csoport győztesével játszik. A párosítás győztese jut ki 2018-as labdarúgó-világbajnokságra.
Az interkontinentális pótselejtezőkre 2017. november 11-én (16:15 UTC+13) és 15-én() kerül sor.
| 1. csapat | Össz.Tooltip Aggregate score | 2. csapat | 1. mérk. | 2. mérk. |
| --------- | ---------------------------- | --------- | -------- | -------- |
| Új-Zéland | 0–2                          | Peru      | 0–0      | 0–2      |